# Cmentarz żydowski w Strakonicach
Cmentarz żydowski w Strakonicach – powstał na początku XVIII wieku, najstarsza zachowana macewa pochodzi z 1736 roku. 
Cmentarz położony jest około 2 km na południowy zachód od centrum Strakonic. Był wykorzystywany do 1967 roku. Zachowane nagrobki reprezentują styl barokowy bądź klasycystyczny.